# Mario Cecchi Gori
Mario Cecchi Gori (* 21. März 1920 in Brescia; † 5. November 1993 in Rom) war ein italienischer Filmproduzent.

## Leben
Er produzierte mehr als 200 Filme, häufig in Zusammenarbeit mit Regisseuren wie Damiano Damiani, Dino Risi und Ettore Scola. Für seine Produktion Lamerica (Regie: Gianni Amelio) erhielt er 1994 den Europäischen Filmpreis als Bester Europäischer Film. Seine Produktion Il Postino (1995, Regie: Michael Radford) wurde als erster nicht-englischsprachiger Film seit Ingmar Bergmans Schreie und Flüstern (1972) in der Kategorie „bester Film“ für den Oscar nominiert.
Seine Tätigkeit wird nun von seinem Sohn Vittorio Cecchi Gori fortgesetzt.
Von 1990 bis zu seinem Tod war Mario Cecchi Gori auch Präsident des italienischen Fußballvereins AC Florenz.
Er ist auf dem Friedhof Cimitero delle Porte Sante begraben.

## Filmografie (Auswahl)
- 1960: Der Meistergauner (Il mattatore)
- 1962: Verliebt in scharfe Kurven (Il sorpasso)
- 1963: I mostri
- 1964: Frivole Spiele (Se permettete parliamo di donne)
- 1966: Die unglaublichen Abenteuer des hochwohllöblichen Ritters Branca Leone (L’armata Brancaleone)
- 1970: La Califfa
- 1972: Bete, Amigo! (Che c'entriamo noi con la rivoluzione?)
- 1973: Auf verlorenem Posten (La polizia è al servizio del cittadino?)
- 1974: Ein Mann schlägt zurück (Il cittadino si ribella)
- 1978: Der Aufstieg des Paten (Corleone)
- 1979: Ein Mann auf den Knien (Un uomo in ginocchio)
- 1980: Meine Frau ist eine Hexe (Mia moglie è una strega)
- 1981: Gib dem Affen Zucker (Innamorato pazzo)
- 1982: Bingo Bongo
- 1982: Das Schlitzohr vom Highway 101 (Delitto sull’autostrada)
- 1982: Wild trieben es die alten Hunnen (Attila flagello di Dio)
- 1984: Ein bißchen verliebt (Amarsi un po'…)
- 1985: Der Größte bin ich (Lui è peggio di me)
- 1985: Joan Lui (Joan Lui ‒ Ma un giorno nel paese arrivo io di lunedì)
- 1992: Racheengel (L’angelo con la pistola)